# 石田ひかり
石田 ひかり（いしだ ひかり、1972年〈昭和47年〉5月25日 - ）は、日本の女優。東京都出身。テンカラット所属。夫はNHK職員（プロデューサー、演出家）の訓覇圭。姉は女優の石田ゆり子。

## 来歴

### 幼少期 - デビュー前まで
東京都で誕生した。ひかりという名前は、クリスチャンの両親によって聖書に出てくる言葉から名付けられた。両親は転勤族で、3歳の頃まで兵庫県西宮市で暮らす。
小学校在学中、日本郵船に勤務する父の仕事の関係で台湾で3年ほど過ごす。4歳の時からやっている水泳が得意で、台湾在住の頃に現地の水泳大会で優勝し、現地の新聞に載ったことがある。その当時はジュニアオリンピック出場を目指し、水泳の選手、コーチになりたかったという。帰国後、中学1年生の時に芸能プロダクション・ボックスコーポレーションに二子玉川でスカウトされる（本人は、スカウトされたのが「ちょうどスイミングスクールからの帰り」だったと話している）。姉・ゆり子も1か月ほど前に自由が丘で同社にスカウトされている。スカウトマンは両名を姉妹とは知らずに声をかけたという。姉妹はほぼ同時期に契約を結び、芸能活動を開始した。両親からは水泳を続けるという条件で芸能界入りを許されたという。

### デビュー後
アイドル時代の愛称は「ピカ（ちゃん）」。
1986年、『妻たちの課外授業II』（日本テレビ）で女優としてデビューした。その後『花のあすか組!』（1988年）や『ママハハブギ』（1989年）など、テレビドラマに出演した。CMにも多く出演した。また、先述した得意な水泳を生かして芸能人水泳大会などにも出場した。
1987年5月21日、テイチクからシングル「エメラルドの砂」でアイドル歌手としてデビューした。当時中学3年生で14歳だった。その後、シングル10枚、アルバム5枚を発売する。代表曲としては、花王「ピュア」シャンプーのCMイメージ・ソングとなった「く・ち・び・る・♥2」や「恋は確率51%」や尾崎亜美が書きおろした「二人の関係（リエゾン）」などがあるが、本人は「全く売れなくて、辞めたくて仕方がなかった。あの時（アイドル時代）、惨めで恥ずかしいという気持ちしか無かったけど、辞めるなんて言い出せなかった。当時は3か月に一枚はシングルを出して、新曲が出るころにはもう次のレコーディングをしていた時代で、“これ売れないかもしれないのに、いつまでやるのかな”と疑問に思っていた」といったことを後日自嘲気味に話している。
芸能活動と並行して堀越高等学校から亜細亜大学法学部へ進学した。学部では、主に刑事政策や少年法などについて学んだ。同級生に親友の中山忍がいる。卒業後、二松學舍大学大学院文学研究科国文学専攻博士前期課程（修士課程）を修了した。修士論文のタイトルは「恋する言の葉－平安のキムタク・光源氏に愛された末摘花に学ぶ理想の女性像－」であった。
『さびしんぼう』などの尾道三部作で知られる大林宣彦監督の映画『ふたり』（1991年）、『はるか、ノスタルジィ』（1993年）に主演し、女優として大きく飛躍することになった。1992年、読売テレビ『悪女』でテレビドラマに初主演した。続いてNHK連続テレビ小説『ひらり』では大相撲が大好きなヒロインを演じた。その後もフジテレビ『あすなろ白書』に主演した。『NHK紅白歌合戦』で、1992年と1993年に2年連続で、紅組司会を務めている。
2001年5月、NHK職員の訓覇圭（当時は大阪放送局ディレクター）と結婚、幼児期に住んでいた西宮市に一時在住した。2003年、同局制作の連続ドラマシリーズ『かるたクイーン』に出演し、同年5月31日に長女を出産。その後、夫の転勤に伴い東京へ戻り、2005年1月23日に自宅で次女を出産。2010年3月から鎌倉市在住。

## 人物
- 学歴は台北日本人学校、堀越高等学校、亜細亜大学法学部卒業、二松學舍大学大学院文学研究科国文学専攻博士前期課程修了。
- 趣味はパソコン・庭いじり・観劇・海外旅行・ドライブ・インラインスケート。
- 特技は料理・中国語・乗馬・水泳[10]。
- 沖縄県石垣島出身の母親の実家はスーパーマーケットを経営していたので、ドラマ「スーパーのカゴの中身が気になる私」で出演の話が来た時は「ご先祖様からのご縁だなと思い、嬉しく、驚きもあった」という[11]。
- 夫の実家は三重県にある寺院で、2024年には前年の年末年始に夫と帰省し、「寺の嫁」としての務めを果たす様子を自身のYouTubeチャンネルで公開した[12]。
- 車の運転が大好きであり「人生の行為で一番運転が好き」ともしている[13]。
- 車の運転の際、肝に銘じているのは無理をしないことであり、「眠たくなったら必ず寝る。よく駒沢公園のところで寝てるのは私ですね」と明かした[13]。

## 出演
※主演は太字で記す。

### テレビドラマ
- 妻たちの課外授業II（1986年10月8日 - 1987年3月25日、日本テレビ） - 秋山明子 役
- ヤングスターバラエティー「サンセットドライブイン」（1987年8月16日、NHK総合） - ひかり 役
- 花のあすか組!（1988年4月11日 - 9月26日、フジテレビ） - 香月はるみ 役
- ママハハブギ（1989年7月3日 - 9月18日、TBS） - 水谷恵美 役
- 鑑真号物語（1989年10月10日、NHK総合）
- 野望の国 嵐の章（1989年10月28日 - 1990年2月24日、NHK総合） - 菊 役
- トップスチュワーデス物語（1990年4月17日 - 6月26日、TBS） - 横山さくら 役
- 南くんの恋人（1990年4月28日、TBS「ドラマチック22」） - 主演・堀切ちよみ 役
- 世にも奇妙な物語（フジテレビ）
  - 「死ぬほど好き」（1990年7月12日） - 佐伯美香 役
  - 「死にたくない」（1991年10月24日） - 主演・加納淳子 役
- 彼女が結婚しない理由（1990年12月26日、日本テレビ「水曜グランドロマン」）
- 1970 ぼくたちの青春（1991年6月21日、フジテレビ）
- ユーミン・ドラマブックス 第1章「やさしさに包まれたなら」 （1991年10月11日、TBS）
- ADブギ（1991年10月18日 - 12月20日、TBS） - 小林あかね 役
  - AD・リターンズ（1992年10月9日）
- 悪女（1992年4月18日 - 6月27日、読売テレビ） - 初主演・田中麻理鈴 役
- 連続テレビ小説（NHK総合）
  - ひらり（1992年10月5日 - 1993年4月3日） - 主演・藪沢ひらり 役
  - だんだん（2008年9月29日 - 2009年3月28日） - 一条真喜子・花雪<芸妓> 役
  - あまちゃん（2013年7月 - ） - 小野寺さとみ 役
- あすなろ白書（1993年10月11日 - 12月20日、フジテレビ） - 主演・園田なるみ 役
- 輝く季節の中で（1995年4月20日 - 6月29日、フジテレビ） - 主演・藤谷果菜子 役
- 結婚しようよ（1996年4月11日 - 6月27日、TBS） - 唯川（殿山）美羽 役
- 世界でいちばん優しい音楽（1996年5月12日・19日、関西テレビ「花王ファミリースペシャル」）
- ナチュラル 愛のゆくえ（1996年10月14日 - 12月16日、読売テレビ） - 主演・佐伯志帆 役
- 渥美清のああ、青春日記（1997年9月24日、フジテレビ） - 花井ミミ子 役[14]
- 徳川慶喜（1998年1月4日 - 12月13日、NHK総合、「大河ドラマ」） - 徳川美賀 役
- ナニワ金融道3（1998年1月5日、フジテレビ） - みどり 役
- ラブ・アゲイン（1998年4月16日 - 6月11日、TBS） - 吉野美月 役
- 29歳の憂うつ パラダイスサーティー（2000年4月22日 - 7月1日、テレビ朝日） - 大山栗子 役
- 最後のストライク（2000年7月28日、フジテレビ「金曜エンタテイメント」） - 津田晃代 役
- 人情しぐれ町（2001年1月8日 - 3月26日、NHK総合） - おもん 役
- 水曜日の情事（2001年10月10日 - 12月19日、フジテレビ） - 天地操 役
- 「ミヤコ蝶々物語」〜いちずに生きた。わろうて、泣けた〜（2002年1月7日、テレビ大阪開局20周年ドラマ） - 主演・ミヤコ蝶々 役
- 女刑事ふたりシリーズ（2002年 - 2008年、テレビ朝日「土曜ワイド劇場」） - 川島貴衣子（刑事） 役
  - 女刑事ふたり〜眠れる殺意（2002年9月14日）
  - 女刑事ふたり〜赤い月連続殺人!!（2008年3月8日）
- スクープ（2002年10月14日、TBS「月曜ミステリー劇場」） - 森島絹香 役
- かるたクイーン（2003年1月6日 - 30日、NHK総合） - 主演・倉田春香 役
- 弁護士のくず 第8話（2006年6月1日、TBS） - 湯川みちる 役 ※女優復帰作
- ハケンの品格 第9話（2007年3月7日、日本テレビ） - 加藤のぞみ 役
- モップガール 第9話（2007年12月7日、テレビ朝日） - 桜子 役
- トップセールス（2008年4月12日 - 5月31日、NHK総合） - 柴田真理子 役
- 沈黙の法廷・赤と黒（2010年8月30日、TBS「月曜ゴールデン」） - 黒木梓 役
- 秘密（2010年10月15日 - 12月10日、テレビ朝日） - 杉田直子 役
- 13歳のハローワーク 第3話（2012年1月27日、テレビ朝日） - 若槻みのり 役
- 奇跡のホスピス（2012年3月28日、毎日放送） - 小池比佐子 役
- 黄昏流星群〜星降るホテル〜（2012年6月26日、関西テレビ） - 関本麻美 役
- ビギナーズ!（2012年7月12日 - 9月20日、TBS） - 竜崎美咲 役
- プレミアムドラマ 忘れないで夢を〜漫画家やなせたかしと妻・暢（のぶ）〜(2013年1月12日、NHK BSプレミアム） - 主演・暢 役
- ラストホープ 第4話・第7話・第8話（2013年2月5日・26日・3月5日、フジテレビ） - 坂崎多恵 役
- 太陽の罠（2013年11月30日 - 12月21日、NHK総合） - 結城利香 役[15]
- ビンタ!〜弁護士事務員ミノワが愛で解決します〜 第11話・第12話（2014年12月11日・18日、読売テレビ） - 小野田美佐子 役
- 相棒 season13 元日スペシャル「ストレイシープ」（2015年1月1日、テレビ朝日） - 西田悟巳 役
- 遺品整理人 谷崎藍子5（2015年7月27日、毎日放送「月曜ゴールデン」） - 矢野和美 役
- 邪魔〜主婦が堕ちた破滅の道（2015年9月2日、テレビ東京「水曜ミステリー9」） - 主演・及川恭子 役[16]
- コウノドリ 第3話（2015年10月30日、TBS） - 瀬戸加奈子 役
- 掟上今日子の備忘録 第8話（2015年11月28日、日本テレビ） - 捜査一課長の奥様 役
- スペシャリスト 第1話（2016年1月14日、テレビ朝日） - 新宮司朱子 役
- 松本清張スペシャル 一年半待て（2016年4月15日、フジテレビ「金曜プレミアム」） - 須村さと子 役[17]
- 嫌われる勇気 第1話（2017年1月12日、フジテレビ系） - 植村彩子 役
- 屋根裏の恋人（2017年6月3日 - 7月22日、東海テレビ・フジテレビ） - 主演・西條衣香 役[18][19]
- 今からあなたを脅迫します（2017年10月15日 - 12月17日、日本テレビ） - 金坂七海 役
- SUITS/スーツ 第9話（2018年12月3日、フジテレビ） - 華村百合 役
- 僕の初恋をキミに捧ぐ（2019年1月19日 - 3月2日、テレビ朝日） - 垣野内えみ 役[20]
- 監察医 朝顔（フジテレビ） - 万木里子 役[21]
  - 第1シリーズ（2019年7月8日 - 9月23日）
  - 第2シリーズ（2020年11月2日 - 2021年3月22日）
  - 2025新春スペシャル（2025年1月3日）[22]
- ドクターY〜外科医・加地秀樹〜（2019年10月6日、テレビ朝日） - 古屋早苗 役[23]
- きょうの猫村さん（2020年4月9日 - 9月17日、テレビ東京） - 村田の奥さん 役[24]
- 無用庵隠居修行4（2020年9月22日、BS朝日） - 安田里 役
- 猫（2020年11月14日 - 12月19日、テレビ東京） - 天音直未 役
- 極主夫道 第8話（2020年11月29日、読売テレビ・日本テレビ） - 福田 役[25]
- DOCTORS〜最強の名医〜 2021新春スペシャル（2021年1月10日、テレビ朝日） - 花村玲子 役[26]
  - DOCTORS〜最強の名医〜 2023新春スペシャル（2023年1月3日）
- ファイトソング 第2話 - 最終話（2022年1月18日 - 3月15日、TBS） - 杉野葉子 役[27]
- 奇跡のバックホーム（2022年3月13日、ABCテレビ・テレビ朝日） - 横田まなみ 役[28]
- 悪女（わる）〜働くのがカッコ悪いなんて誰が言った?〜（2022年4月13日 - 6月15日、日本テレビ） - 夏目聡子 役[29]
- 孤独のグルメ Season10 第1話（2022年10月8日、テレビ東京） - 「よしの食堂」女将 役
- 警視庁アウトサイダー（2023年1月5日 - 3月2日、テレビ朝日） - 水木真由 役[30]
- キッチン革命 第1夜（2023年3月25日、テレビ朝日） - 横田房枝 役[31]
- スーパーのカゴの中身が気になる私（2023年7月23日 - 9月30日、中京テレビ） - 半田君江 役[32]
- ゼイチョー〜『払えない』にはワケがある〜（2023年10月14日 - 12月23日、日本テレビ） - 日比野みのり 役[33]
- Destiny（2024年4月9日 - 6月4日、テレビ朝日）- 西村悠子 役
- あの子の子ども（2024年6月25日 - 9月17日、関西テレビ・フジテレビ） - 川上晴美 役[34]
- 全領域異常解決室 第7話・第8話（2024年11月20日・27日、フジテレビ） - 佃未世 役[35]
- 週末旅の極意2〜家族って近くにいて遠いもの〜（2025年1月10日 - 2月28日、テレビ東京） - 主演・山岡優子 役[36]
- 続・続・最後から二番目の恋 第2話 - 最終話（2025年4月19日 - 6月23日、フジテレビ） - 早田律子 役[37]
- ミッドナイト屋台〜ラ・ボンノォ〜（2025年4月12日 - 6月14日、東海テレビ・フジテレビ） - 方丈真耶 役[38]

### 映画
- ふたり（1991年5月11日、松竹） - 主演・北尾実加 役
- あいつ（1991年8月10日、アルゴプロジェクト） - オノユキ 役
- 咬みつきたい（1991年、東宝） - 石川冴子 役
- はるか、ノスタルジィ（1993年2月20日、東映） - はるか / 三好遥子 役
- 水の旅人 侍KIDS（1993年7月17日、東宝）
- ベル・エポック（1998年9月26日、東宝） - 主演・鈴木綺麗 役
- アドレナリンドライブ（1999年6月12日、日本出版販売=ゼアリズエンタープライズ） - 主演・佐藤静子 役
- あの、夏の日 〜とんでろ じいちゃん〜（1999年7月3日公開　東映） - 椎名真弓先生 役
- 東京マリーゴールド（2001年5月12日、オメガ・エンタテインメント） - 若い女優 役
- 竜二Forever（2002年3月2日、アミューズピクチャーズ） - 木村幸子 役
- 皇帝ペンギン（2005年7月16日、ギャガ） - 母ペンギン 役（日本語吹替）
- 転校生 -さよなら あなた-（2007年6月23日、角川映画） - 大野光子 役
- くちびるに歌を（2015年2月28日、アスミック・エース） - 仲村静流 役
- 星籠の海 探偵ミタライの事件簿（2016年6月4日、東映） - 滝沢加奈子 役[39]
- かそけきサンカヨウ（2021年10月15日、イオンエンターテイメント） - 佐千代 役[40][41]
- HOMESTAY（2022年2月11日、Amazon Prime Video） - 小林早苗 役[42]
- わたし達はおとな（2022年6月10日、ラビットハウス）[43]
- 九十歳。何がめでたい（2024年6月21日、松竹）[44]
- ブルーピリオド（2024年8月9日、ワーナー・ブラザース映画） - 矢口真理恵 役[45]
- 366日（2025年1月10日、ソニー・ピクチャーズ エンタテインメント） - 真喜屋由紀子 役[46][47]
- アンジーのBARで逢いましょう（2025年4月4日、ナカチカピクチャーズ） - 梓 役[48]
- リライト（2025年6月13日、バンダイナムコフィルムワークス） - 大槻和美 役[49][50]
- ルノワール（2025年6月20日、ハピネットファントム・スタジオ） - 沖田詩子 役[51]

### 吹き替え
- 魔女は16歳（1989年、ルイーズ〈ロビン・ライヴリー〉）

### 舞台
- 飛龍伝94 いつの日か白き翼にのって（1994年）
- DISCOVER WORLD THEATRE vol.11『ウェンディ&ピーターパン』（2021年） - ミセス・ダーリング 役[52]
- 明後日「青空は後悔の証し」（2022年5月14日 - 29日 シアタートラム / 6月4日・5日 梅田芸術劇場 シアター・ドラマシティ）- ソノコ 役[53]

### ラジオドラマ
- 内田春菊 「水物語」（2000年、文化放送）
- 年末特別番組　ラジオ生放送ドラマ「芝浜」（2006年12月15日、文化放送）[54]
- 特集オーディオドラマ 「鳥の名前の少年　あるいは、ある小惑星探査機の冒険」（2011年12月24日、NHK-FM） - 少年 / はやぶさ 役[55]
- ラジオシアター〜文学の扉「赤ずきんちゃん」（2012年4月1日、TBSラジオ）[56]
- 青春アドベンチャー 「恋愛映画は選ばない」（2013年6月3日 - 14日、NHK-FM） - 目黒花歩里 役[57]
- 特集オーディオドラマ 「ニッポン・ローリング・デイズ 〜浅草レビュー青春物語〜」前・後編（2015年3月19日・20日、NHKラジオ第１ / 2015年4月4日・11日、NHK-FM）
- FMシアター「お岩木さまの子供たち」（2016年2月20日、NHK-FM） - 太田千尋 役[58]

### ラジオ
- 朗読（NHKラジオ第2、2019年12月18-27日）

「太宰治短編集」として、「女生徒」全編を朗読（全8回）
- 岡田惠和 今宵、ロックバーで〜ドラマな人々の音楽談義〜　第270回（2018年4月15日、NHK-FM）[59]
- ごくらくサンデー・いの石田（文化放送、1989年10月 - 1990年4月）
- 石田ひかり 星伝説（秋田放送、岩手放送、山形放送、ラジオ福島、茨城放送、山陽放送、四国放送、高知放送、九州朝日放送、大分放送、熊本放送、宮崎放送　1987年10月 - 1990年9月）
- Lawson select Sweet Kitchen（2012年、TOKYO FM）
- SUZUKI HOME SONGS（2013年4月1日 - 2015年9月30日、JFN38局ネット）[60]
- FMヤングスタジオ（JFNラジオ、1989年10月 - 1990年4月）

レギュラーパーソナリティとして出演

### その他の番組
- 鶴ちゃんのプッツン5（1988年 - 1992年、日本テレビ） - 西田ひかると共にレギュラー出演
- 欽ちゃんの爆笑仮装コンテスト!第33回全日本仮装大賞（1991年5月4日、日本テレビ） - 審査員
- NHK紅白歌合戦（NHK総合・ラジオ第1） - 紅組司会
  - 第43回NHK紅白歌合戦（1992年）
  - 第44回NHK紅白歌合戦（1993年）
- てれび絵本（2005年、NHK教育） - 「つんつくせんせい」シリーズの朗読
- ドキュメント72時間（2006年、NHK総合） - ナレーション
- 幸せの食卓（2008年、日本テレビ） - ナレーション
- 奇跡の地球物語〜近未来創造サイエンス（2010年、テレビ朝日） - ゲストナレーション
  - 第42回「鉄道 〜線路が私たちにくれた夢〜」（2010年8月15日）
  - 第53回「京都晩秋Part1 〜美しき古都を訪ねて〜」（2010年11月14日）
  - 第54回「京都晩秋Part2 〜古都の美味を科学する〜」（2010年11月21日）
  - 第61回「巨大カルデラ 〜箱根の絶景が生まれた理由〜」（2011年1月30日）
  - 第64回「未来エネルギー 〜太陽への挑戦〜」（2011年2月20日）
  - 第84回「西表島 〜生命をつなぐ神秘の力〜」（2011年7月17日）
  - 第188回「紅葉鮮やかな秋の高尾山 〜ムササビが飛ぶ東京の大自然に迫る〜」（2013年9月29日）
- リトル・チャロ2 英語に恋する物語（2011年、NHK教育） - 2月マンスリーゲスト
- 日本の老舗 美味を探る旅（2013年、BS朝日） - ナレーション
- にっぽんの芸能（2016年4月8日 - 2020年3月27日、NHK教育） - 司会[61][62]
- 痛快TV スカッとジャパン（2020年1月27日、フジテレビ） - 新井奈緒美 役

### CM
- 江崎グリコ ザ・アーモンド（1986年）
- 花王 ピュア（1987年）
- ろうきん（1988年）
- ボシュロム コンタクトレンズ(1989年)
- 北陸電力（1989年）
- 石田衡器製作所（1991年）
- セブン-イレブン（1993年）[63][64]
- 三共（現第一三共ヘルスケア） 新ルルA錠（1993年） - 「石田ルル」と名乗っていた。
- 三菱自動車工業 ミニカ（1993年）
- 大塚製薬 カロリーメイト（1996年）
- ライオン 植物物語（1997年）
- 松下電器産業（現パナソニック） エオリア（1997年）
- はごろもフーズ（1999年）
- JR東日本 エキナカ 立川駅（2007年）
- ローソン（2011年）
- 三菱電機（2023年）[65]
- 外務省 たびレジ登録・在留届提出（2023年）[66]
- ORIX HOTELS & RESORTS×週末旅の極意2〜家族って近くにいて遠いもの〜 コラボレーションCM（2025年1月[注 1] - ）- 山岡優子 役[67]

## 音楽作品

### シングル
1. エメラルドの砂（1987年5月21日）
  - （c/w）潮風の秘密
2. く・ち・び・る・♥2（1987年8月4日）※花王「ピュア」CMイメージソング
  - （c/w）金色のネックレス
3. 恋は確率51%（フィフティ・ワン・パーセント）（1987年11月4日）
  - （c/w）Lonely Lonely
4. 二人の関係（リエゾン）（1988年4月21日）
  - （c/w）パステル・メモリー
5. 少女・熱風・天然色（1988年7月13日）※「花のあすか組!」挿入歌
  - （c/w）一枚の写真
6. 恋人達のニュアンス（1988年10月11日）
  - （c/w）夢を責めないで
7. 恋なのにね（1989年2月21日）
  - （c/w）うぬぼれ鏡
8. Natural Choice（1989年7月7日）
  - （c/w）Nocturne最後の秘密
9. 風のヴァレリーナ（1989年10月18日）
  - （c/w）もうひとりの悪魔
10. Tomorrow（1990年3月21日）
  - （c/w）Goodbye 哀愁 Girl

### アルバム
1. HIKARI-Legend（1987年9月21日）
2. Monument（1988年3月9日）※45回転30cmレコードのみでの発売
3. White Virgin（1988年6月21日）
4. トゥルー（1988年10月21日）
5. rendez-vous（ランデヴー）（1989年11月21日）

### ベストアルバム
1. Lamination（1989年4月21日）
2. ゴールデン☆ベスト（2012年1月11日）
3. twin very best collection（2013年12月11日）

## 書籍

### 単著
- 『まぁるい生活』（2006年3月、幻冬舎）ISBN 4-344-01141-4[68]
- 『おひさまぷりん』（2006年11月、BUONO）ISBN 4-8470-1688-2
- 『しあわせのかたまり―赤ちゃんのちいさくて可愛いものたち』（2007年2月、BUONO）ISBN 978-4-8470-1702-5

### 共著
- 鈴木薫『HikariとKaoruのお料理教室 一度に三品できちゃった!』（2002年6月、幻冬舎）ISBN 4-344-00204-0

### 写真集
- ラミネーション（1989年、ワニブックス、撮影：渡辺達生）
- ニットブック 石田ひかり―12枚のプロフィール（1993年9月20日、雄鶏社）ISBN 4-277-11191-2
- ゆり子・ひかり きせき 1987‐1996（1996年10月、集英社、中村昇）ISBN 4-08-780235-3

## 受賞歴
- 1991年 第34回ブルーリボン賞 新人賞（『ふたり』『咬みつきたい』『あいつ』）
- 1991年 第65回キネマ旬報ベスト・テン 新人女優賞（『ふたり』『咬みつきたい』『あいつ』）
- 1991年 第13回ヨコハマ映画祭 最優秀新人賞（『ふたり』『咬みつきたい』『あいつ』）
- 1991年 第6回高崎映画祭 最優秀主演女優賞（『ふたり』）
- 1991年 第46回毎日映画コンクール スポニチグランプリ新人賞（『ふたり』『咬みつきたい』『あいつ』）
- 1991年 第16回報知映画賞 新人賞（『ふたり』『咬みつきたい』『あいつ』）
- 1991年 第4回日刊スポーツ映画大賞・石原裕次郎賞 新人賞（『ふたり』『咬みつきたい』）
- 1991年 第15回日本アカデミー賞 新人俳優賞（『ふたり』『咬みつきたい』『あいつ』）[69]
- 1991年 第29回ゴールデン・アロー賞 新人賞
- 1992年 エランドール賞 新人賞
- 1993年 第3回日本映画プロフェッショナル大賞 主演女優賞（『はるか、ノスタルジィ』）
- 2011年 第4回ベストマザー賞 芸能部門